# Vladimir Andréiévitch Kossogovski
Vladimir Andréiévitch Kossogovski (en russe : Владимир Андреевич Косоговский) est un général russe né le 14 janvier 1857 et mort le 12 septembre 1918. Il a commandé la Brigade cosaque persane et pris part à la guerre russo-japonaise de 1904-1905.

## Biographie
Vladimir Andreïevitch est issu de la noblesse héréditaire de l'ouïezd de Valdaï du gouvernement de Novgorod. Il a fait ses études au 1er gymnase militaire de Moscou, à l'école de cavalerie Nicolas et à l'Académie de l'état-major général Nicolas (1885). Il quitte l'école pour le 12e régiment de hussards d'Akhtyrka (1876). À l'état-major général, il sert dans le district militaire du Caucase, comme adjudant supérieur à l'état-major de la 2e division cosaque du Caucase (1885), comme commandant d'escadron du 22e régiment de dragons d'Astrakhan (1888), officier en chef pour les affectations au siège du district militaire du Caucase (1889), officier d'état-major des cosaques de Semiretchie, lieutenant-colonel (avril 1890), officier d'état-major du district militaire du Caucase (mai 1890).
En 1894, Kossogovski est nommé colonel et envoyé en Iran. Il est nommé chef de l'entraînement de la cavalerie persane et commandant de la brigade cosaque persane. Kossogovski évite à la brigade d'être dissoute est s'assure de son maintien sous influence russe. Il est également partisan d'une réforme de l'armée perse sur la base de la brigade des Cosaques, ce qui sera mis en œuvre par ses successeurs au début du XXe siècle.
Sous Kossogovski, la brigade cosaque persane était l'unité de combat la plus organisée de l'armée régulière persane. Kossogovski lui-même acquiert de l'influence à la cour du Chah. Le 1er mars 1899, le Chah ordonne d'augmenter les effectifs de la brigade à mille hommes.
En 1900 Kossogovski est promu en général. Il est affecté à l'état-major général (1903), commandant du détachement de Liaochei (avril 1904), commandant de la division cosaque de Sibérie (juillet 1904), commandant du détachement de Liaochei (août 1904), commandant de la brigade cosaque générale de la région de l'Amour (avril 1905), et chef de l'oblast de Transcaspienne et le commandant en chef du 2e corps d'armée du Turkestan (décembre 1905). Il prend sa retraite en juin 1906. Il a participé aux guerres russo-turques (1877-1878) et russo-japonaises (1904-1905).
Il a rassemblé de riches archives, une bibliothèque de livres sur l'Orient (principalement sur la Perse), et une collection d'armes et d'objets d'art orientaux. Il était membre de la Société des orientalistes russes (1913).
Il a été abattu par les bolcheviks en 1918 dans sa propriété de Pogostikh, dans le gouvernement de Novgorod.